# Agnese Marteddu
Agnese Marteddu (Roma, 30 marzo 1998) è una doppiatrice italiana.

## Biografia
È la sorella maggiore del doppiatore Tito Marteddu ed è nota per aver doppiato Anais in Lo straordinario mondo di Gumball, Rosie Taylor-Ritson in Tata Matilda e il grande botto, Riele Downs in Henry Danger, Kyla-Drew in Nicky, Ricky, Dicky & Dawn e in Papà, non mettermi in imbarazzo!, Ariel Winter in Modern Family e Megan Richards in Il Signore degli Anelli - Gli Anelli del Potere.

## Doppiaggio

### Cinema
- Willow Shields in Hunger Games, Hunger Games - La ragazza di fuoco, Hunger Games - Il canto della rivolta - Parte 1, Hunger Games - Il canto della rivolta - Parte 2
- Brooklynn Proulx in Un segreto tra di noi, Piranha 3D
- G. Hannelius in Den Brother, The Search for Santa Paws
- Cozi Zuehlsdorff in L'incredibile storia di Winter il delfino, L'incredibile storia di Winter il delfino 2
- Alina Freund in Maga Martina e il libro magico del draghetto, Maga Martina 2 - Viaggio in India
- Bailee Madison in Mia moglie per finta, Letters to God
- Lorna zu Solms in Aiuto, ho ristretto i miei amici!
- Elle Fanning in Lo schiaccianoci
- Ariel Winter in The Chaperone
- Erica Gluck in Riflessi di paura
- Lara Robinson in Segnali dal futuro
- Landry Bender in Lo spaventapassere
- Peyton List in Remember Me
- Emily Alyn Lind in Jackie & Ryan
- Jolie Vanier in Il mistero della pietra magica
- Sinead Michael in Scontro tra titani
- Meredith Droeger in Misure straordinarie
- Lorelei Linklater in Boyhood
- Emma Rayne Lyle in Ma come fa a far tutto?
- Ashley Boettcher in Alieni in soffitta
- Chloe Csengery in Paranormal Activity 3
- Ella Travolta in Daddy Sitter
- Gabrielle Popa in Fuori controllo
- Marissa O'Donnell in Peace, Love & Misunderstanding
- Ursula Parker in Rabbit Hole
- Alison Barry in Ondine - Il segreto del mare
- Willow Smith in Kit Kittredge: An American Girl
- Yara Shahidi in Alex Cross - La memoria del killer
- Destiny Grace Whitlock in L'AcchiappaDenti
- Alpha Blad in Beyond
- Olivia Steele Falconer in Cappuccetto rosso sangue
- Naiia Ulrich in Parto col folle
- Kasey Russell in La rivolta delle ex
- Audrey P. Scott in Un anno da ricordare
- Rosie Taylor-Ritson in Tata Matilda e il grande botto
- Mia McKenna-Bruce in Il quarto tipo
- Kaya Scodelario in Moon
- Valentina Giros in Elysium
- Iris Apatow in Funny People
- Isabel Basset in Solomon Kane
- Sophi Knight in Il messaggero - The Haunting in Connecticut
- Iris Caporuscio in Grotto
- Emma Kantor in As Good as Dead
- Parker McKenna Posey in Alice una vita sottosopra
- Chelsea Parnell in Perfect Game
- Ksenia Ulaiev in Giustizia privata
- Catherine Grimme in Twilight
- Elizabeth Yu in May December
- Halle Bailey in Il colore viola

### Film d'animazione
- Lizzy Griffiths in Trilli, Trilli e il grande salvataggio
- Alice in Supercuccioli a Natale - Alla ricerca di Zampa Natale, Supercuccioli - Un'avventura da paura!
- Maina in Godzilla - La proliferante città mobile della battaglia decisiva, Godzilla - Colui che divora i pianeti
- Olivia in Barbie presenta Pollicina
- Abby in Buon Natale, Madagascar!
- Pesca ne L'era Natale
- Ponyo in Ponyo sulla scogliera
- Amelia in Playmobil - Il segreto dell'isola dei pirati
- Ellie da piccola in Up
- Bambina Turista in Shrek e vissero felici e contenti
- Kikki in Gundam - Il film
- Bambina Sulla Mongolfiera in Porco Rosso
- Cammy in Supercuccioli a caccia di tesori
- Stranella in Frankenweenie
- Penny in Mr. Peabody e Sherman
- Bia in Rio 2 - Missione Amazzonia
- Naoko da Bambina in Si alza il vento
- Maria da Bambina in Il libro della vita
- Jumilla in Albert e il diamante magico
- Sayaka in Quando c'era Marnie
- Lucy in Palle di neve
- Senko in Shinko e la magia millenaria
- Sayuri Sawatari in Oltre le nuvole, il luogo promessoci
- Miki Kawai ne La forma della voce - A Silent Voice
- Rosmarina in Pipì, Pupù e Rosmarina in Il mistero delle note rapite
- Ruri Ichigyo in Hello World
- Miach Mihie in Harmony
- Alisa Cartwright in Lupin III - Addio, amico mio
- Violet Beauregard in Tom & Jerry: Willy Wonka e la fabbrica di cioccolato[1]
- Mizore Yoroizuka in Liz e l'uccellino azzurro
- Nathalie Woodward in Pompo, la cinefila
- Liz Wilson in Garfield - Una missione gustosa

### Serie televisive
- Piper Mackenzie Harris in Terriers - Cani sciolti, Lie to Me
- Astor Bennett in Dexter
- G. Hannelius in Buona fortuna Charlie, Dog with a Blog
- Malina Weissman in Una serie di sfortunati eventi
- Allegra Acosta in Runaways
- Ciara Bravo in Second Chance
- Amit Yagur in Greenhouse Academy
- Kendall Applegate in Desperate Housewives - I segreti di Wisteria Lane
- Millie Bobby Brown in Intruders
- Isabelle Rae Thomas in Brothers & Sisters - Segreti di famiglia
- Lennon Wynn in FlashForward
- Natalie Alyn Lind in Gotham
- Alisha Newton in Heartland
- Ariel Winter in Modern Family
- Malina Weissman in Supergirl
- Peyton Kennedy in Everything Sucks!
- Christina Robinson in Dexter
- Emma Meyerson in Damages
- Tiffany Espensen in Kirby Buckets
- Riele Downs in Henry Danger
- Teilor Grubbs in Hawaii Five-0
- Darci Shaw in Gli Irregolari di Baker Street
- Madilyn Landry in Friday Night Lights
- Elle Fanning in The Lost Room
- Maisy McLeod-Riera in La spada della verità
- Jennette McCurdy in Law & Order - Unità vittime speciali
- Kashan Bolton in Trauma
- McKenwie Brooke Smith in Terminator: The Sarah Connor Chronicles
- Sophie McGuirk in The Ex List
- Kelly Gould in Rita Rocks
- Kyla-Drew in Nicky, Ricky, Dicky & Dawn
- Jenny in Criminal Minds (stagione 4)
- Emily in E.R. - Medici in prima linea
- Brooke in La mia vita con Derek
- Ashley Lauren Cunningham in Listen Up
- Allegra Dawn in Big Time Rush
- Darcy in Mamma detective
- Molly in Finché morte non vi separi
- Louise in Law & Order Criminal Intent: Parigi
- Daisy in Dark Oracle
- Kaiya Jones in Saddle Club
- Steffy in Circle of Life
- Susanne in Flics
- Megan Richards in Il Signore degli Anelli - Gli Anelli del Potere
- Lana Condor in Boo, Bitch
- Park Ji-hu in Non siamo più vivi
- Bailee Madison in Pretty Little Liars: Original Sin

### Soap Opera e Telenovelas
- Iara Muñoz in Niní
- Agustina Palma in Incorreggibili

### Cartoni animati
- Melody in Minnie Toons, La casa di Topolino
- Anya Corazon/Spider Girl in Spider-Man, Marvel Super Hero Adventures
- Muffin in 3rd & Bird - Via degli uccellini n. 3[2]
- Anais ne Lo straordinario mondo di Gumball
- Lumilla in Winx Club
- Rubee in The Hive - La casa delle api
- Sofia in Sofia la principessa
- Suzie in Topolino - Strepitose avventure
- Rubee in The Hive
- Chloe in Due fantagenitori
- Marina in Jake e i pirati dell'Isola che non c'è
- Mandy Topolina in Peppa Pig
- Isotta in 44 gatti
- Kanne in Inuyasha - The Final Act
- Boo in Brave Bunnies
- Casey Calderon in Moon Girl e Devil Dinosaur
- Hikari Horaki in Neon Genesis Evangelion (ridoppiaggio Netflix)
- Makeru Yadano in Komi Can’t Communicate
- Otomi Tachibana in Mix
- Darcia in Arte
- Rosmarina in Pipì, Pupù e Rosmarina
- Tiny in Gigantosaurus
- Mitama in KamiKatsu: Working for God in a Godless World
- Viola in Super Spike Ball
- Fern in Frieren - Oltre la fine del viaggio
- Tre ne I Numerotti
- De li in Waybuloo

### Speaker
Nel 2018 è la speaker della pubblicità di Mediaset Extra, Scherzi a parte.

### Canzoni
Nel 2022 ha doppiato la versione italiana di "This wandering day" L'aria del Cammino nell'episodio 5 de Il Signore degli Anelli - Gli Anelli del Potere.